# Фролков Олексій Андрійович
Олексій Андрійович Фролков (1904, село Тугань Мєщовського повіту Калузької губернії, тепер Калузької області, Російська Федерація — 18 листопада 1989, місто Кишинів, тепер Республіка Молдова) — український радянський партійний діяч, 1-й секретар Харківського обкому КП(б)У. Кандидат у члени ЦК ВКП(б) в березні 1939 — лютому 1941 р.

## Біографія
Народився у березні 1904 року в родині робітника-каменяра. У січні 1916 — березні 1917 р. — чорнороб Дніпровського металургійного заводу Південного російського товариства у селі Кам'янському Катеринославської губернії. У березні 1917 — лютому 1919 р. — безробітний у селі Кам'янському. У лютому 1919 — лютому 1922 р. — наймит багатого селянина в селі Семенівці Верхньодніпровського повіту.
У лютому 1922 — жовтні 1926 р. — котельник і карбувальник Дніпровського металургійного заводу у селищі Кам'янському Катеринославської губернії. У 1924 році вступив до комсомолу.
У жовтні 1926 — жовтні 1928 р. — секретар Кам'янського районного комітету комсомолу (ЛКСМУ).
Член ВКП(б) з грудня 1926 року.
У жовтні 1928 — жовтні 1929 р. — завідувач організаційного відділу Дніпропетровського окружного комітету комсомолу (ЛКСМУ). У жовтні 1929 — березні 1930 р. — культпропагандист осередку КП(б)У Кам'янського металургійного заводу імені Дзержинського.
У березні 1930 — січні 1935 р. — студент Кам'янського металургійного інституту імені Арсеничева, здобув спеціальність інженера прокатника-терміста.
У січні 1935 — серпні 1936 р. — заступник начальника ковальського цеху Дніпродзержинського вагонобудівного заводу імені газети «Правда» Дніпропетровської області. У серпні 1936 — жовтні 1937 р. — змінний начальник рейкобалкового цеху Дніпровського металургійного заводу імені Дзержинського Дніпропетровської області.
У жовтні 1937 — квітні 1938 року — секретар Дніпродзержинського міського комітету КП(б)У Дніпропетровської області. У квітні — травні 1938 року — 1-й секретар Дніпродзержинського міського комітету КП(б)У Дніпропетровської області.
5 травня — 4 жовтня 1938 року — в.о. 3-го секретаря, 3-й секретар Дніпропетровського обласного комітету КП(б)У. 4 жовтня 1938 — 8 січня 1939 року — 2-й секретар Дніпропетровського обласного комітету КП(б)У.
У грудні 1938 — березні 1940 р. — 1-й секретар Харківського обласного комітету КП(б)У.
У квітні — вересні 1940 р. — начальник колесно-прокатного цеху Дніпропетровського металургійного заводу імені Петровського Дніпропетровської області. У вересні 1940 — вересні 1941 р. — начальник середньосортного цеху Дніпровського металургійного заводу імені Дзержинського Дніпропетровської області.
У вересні 1941 — липні 1942 р. — начальник зміни, у липні 1942 — травні 1943 р. — начальник цеху блюмінга № 3 Магнітогорського металургійного комбінату імені Сталіна Челябінської області. У травні 1943 — квітні 1944 р. — директор школи № 18 фабрично-заводського учнівства металургів у місті Магнітогорську.
У квітні 1944 — січні (оф. травні) 1945 року — 2-й секретар Одеського міського комітету КП(б)У. З січня 1945 р. — у розпорядженні Одеського обласного комітету КП(б)У.
У червні 1945 — травні 1953 р. — завідувач Кам'янець-Подільського обласного відділу комунального господарства.
У травні 1953 — березні 1957 р. — начальник міжобласного будівельно-монтажного управління № 4 тресту «Укрсантехмонтаж» у місті Проскурові (Хмельницькому) Кам'янець-Подільської (Хмельницької) області.
У березні 1957 — червні 1965 р. — заступник міністра комунального господарства Молдавської РСР. У червні — липні 1965 р. — на пенсії.
У липні 1965 — липні 1973 р. — заступник директора з навчальної частини, у липні 1973 — грудні 1977 р. — викладач технології металів навчального комбінату Міністерства комунального господарства Молдавської РСР.
З грудня 1977 року — на пенсії у місті Кишиневі, де й помер.

## Нагороди
- орден Леніна (7.02.1939)
- ордени
- медалі